# Càncer de boca
El càncer de boca, conegut també com a càncer oral, és un càncer de cap i coll que afecta a qualsevol teixit de la cavitat oral, inclòs els llavis, la maxil·lar superior o inferior, la llengua, les genives, les galtes i la gola.
El càncer de llavi, cavitat oral i faringe, a Girona, la incidència percentual sobre el total de càncers és del 2,8%; per a homes al voltant del 3,4%.
A Catalunya, té una taxa de supervivència a cinc anys per a homes al voltant del 53% i per a dones al voltant del 69%.
Pel càncer de cavitat bucal i faringe, a Catalunya, les taxes de mortalitat (x 100.000 hab.; i en % sobre el total de càncers per sexe; estandarditzades segons sexe, 2018) són: 1,80 dones; 5,70 homes; 3,60 total; 1,61% en dones; 2,41% en homes.

## Símptomes
Les persones amb càncer oral poden presentar els següents símptomes:
- Llagues a la boca o el llavi que no cicatritza; aquest és el símptoma més freqüent.
- Taques vermelles o blanques a les genives, llengua, amígdales o contorn de la boca.
- Nòdul al llavi, boca, coll o gola.
- Mal de coll persistent o sensació de tenir quelcom obstruint la gola.
- Ronquera o canvis en la veu.
- Adormiment de la boca o la llengua.
- Dolor o sagnat a la boca.
- Dificultat per mastegar, empassar, o moure la mandíbula o la llengua.
- Mal d'oïda i/o mandíbula.
- Mal alè crònic.
- Canvis en la forma de parlar.
- Pèrdua de peces dentals o mal de dents o queixals.
- Dentadures postisses que ja no encaixen.
- Pèrdua de pes sense motiu aparent.
- cansament.
- Pèrdua de gana de forma prolongada; això pot passar en estadis més avançats de la malaltia.